# Paralelo 57 N
O Paralelo 57 N é um paralelo no 57° grau a norte do plano equatorial terrestre.
Começando pelo Meridiano de Greenwich e tomando a direção leste, o paralelo 57° Norte passa sucessivamente por:
| País, território ou mar | Notas                                                                    |
| ----------------------- | ------------------------------------------------------------------------ |
| Mar do Norte            |                                                                          |
| Dinamarca               | Ilha Vendsyssel-Thy e Jutlândia (continental)                            |
| Categate                |                                                                          |
| Suécia                  |                                                                          |
| Estreito de Kalmar      |                                                                          |
| Suécia                  | Ilha Öland                                                               |
| Mar Báltico             |                                                                          |
| Suécia                  | Ilha Gotland                                                             |
| Mar Báltico             |                                                                          |
| Letônia                 |                                                                          |
| Golfo de Riga           |                                                                          |
| Letônia                 | Passa a norte de Riga                                                    |
| Rússia                  |                                                                          |
| Mar de Okhotsk          |                                                                          |
| Rússia                  | Península de Kamchatka                                                   |
| Mar de Bering           | Passa a sul da Ilha Saint Paul, Alasca, Estados Unidos                   |
| Estados Unidos          | Península do Alasca, Alasca                                              |
| Oceano Pacífico         | Golfo do Alasca                                                          |
| Estados Unidos          | Alasca - Ilha Kodiak                                                     |
| Oceano Pacífico         | Golfo do Alasca                                                          |
| Estados Unidos          | Alasca - Ilha Kruzof, Ilha Baranof, Ilha Kupreanof e Panhandle do Alasca |
| Canadá                  | Colúmbia Britânica Alberta Saskatchewan Manitoba                         |
| Baía de Hudson          | Passa a norte das Ilhas Belcher, Nunavut, Canadá                         |
| Canadá                  | Ilha Christie, Nunavut Quebec Terra Nova e Labrador                      |
| Oceano Atlântico        |                                                                          |
| Reino Unido             | Escócia - Barra, Rùm e continente                                        |
| Mar do Norte            |                                                                          |